# Hyacinthe de Labat de Savignac
Pour les articles homonymes, voir Labat de Savignac et Savignac.
Jean-Baptiste François Hyacinthe de Labat de Savignac (né le 16 février 1709 à Bordeaux – mort en 1784 à Toulouse) est un architecte français.
Issu d'une famille de parlementaires bordelais, il se consacre à l'architecture dans la ville de Toulouse. Particulièrement populaire dans les milieux nobles toulousains, il est à l'origine de la réalisation de quelques-uns des hôtels particuliers les plus remarquables, tels que l'hôtel d'Espie.

## Biographie
Jean-Baptiste François Hyacinthe de Labat de Savignac naît le 16 février 1709 dans l'appartement familial, rue des Fossés-de-la-ville (actuel cours Victor-Hugo) à Bordeaux. Il est le troisième enfant et le premier fils de Joseph-François-Ignace de Labat, baron de Savignac, et d'Angélique Marguerite de Fénelon. Il est préparé pour succéder à son père, comme conseiller au Parlement de Bordeaux. Par ailleurs, son grand-père maternel, Jean Baptiste de Fénelon, est député du commerce de la ville de Bordeaux : représentant de la Chambre de commerce de Bordeaux, il est chargé de veiller aux intérêts et aux affaires des négociants de cette ville au Conseil du commerce, raison pour laquelle il réside à Paris. En 1719, Jean-Baptiste François Hyacinthe est donc envoyé auprès de son grand-père, qui le place au collège de Juilly.
Jean-Baptiste François Hyacinthe embrasse cependant la carrière d’architecte et, peut-être parce qu'il est en rupture familiale, s’installe à Toulouse. Entre 1750 et 1754, il travaille à l'hôtel d'Espie, pour le compte du comte d'Espie, puis à partir de l'année suivante, pour le comte de Chalvet, qui l'a racheté. Cette œuvre le rend particulièrement célèbre dans les milieux aristocratiques toulousains. En 1752, il remporte le prix d’architecture de l’Académie royale de peinture, sculpture et architecture de Toulouse. La même année, il est appelé par le marquis de Puivert pour l'hôtel qu'il fait construire. Il est également appelé par Louis de Mondran, qui conçoit un nouvel ensemble au sud-est de la ville, autour d'un boulingrin, avec l'édification d'un quartier neuf dont le projet est confié à Hyacinthe Labat de Savignac et à Jean-Pierre Rivalz, mais qui n'a jamais été réalisé. Enfin, on lui doit peut-être l'hôtel de Bonfontan, construit entre 1768 et 1771, remarquable exemple du style néo-classique Louis XVI.
À partir de 1763, Jean-Baptiste François Hyacinthe est nommé directeur de l’école d’architecture de l'Académie royale de peinture, sculpture et architecture. Il y forme les élèves à l'architecture parmi lesquels Juan Pedro Arnal, dont la carrière se déroule à Madrid, au service de la famille d'Albe, et Jean-Arnaud Raymond qui travailla pour les États du Languedoc, puis à Paris. Il est également connu pour avoir été le professeur d'architecture de l'architecte Jacques-Pascal Virebent et du peintre Jean-Auguste-Dominique Ingres.
En 1773, il achète une maison (no 32 rue des Blanchers). Il y ouvre un cabinet de curiosités qu'il ouvre à ses amis et dont il prête certains objets aux Salons du Capitole. Il meurt en 1784.

## Réalisations
- 1750-1755 : Hôtel d'Espie (no 3 rue Mage, Toulouse).  Inscrit MH (1932)[2].

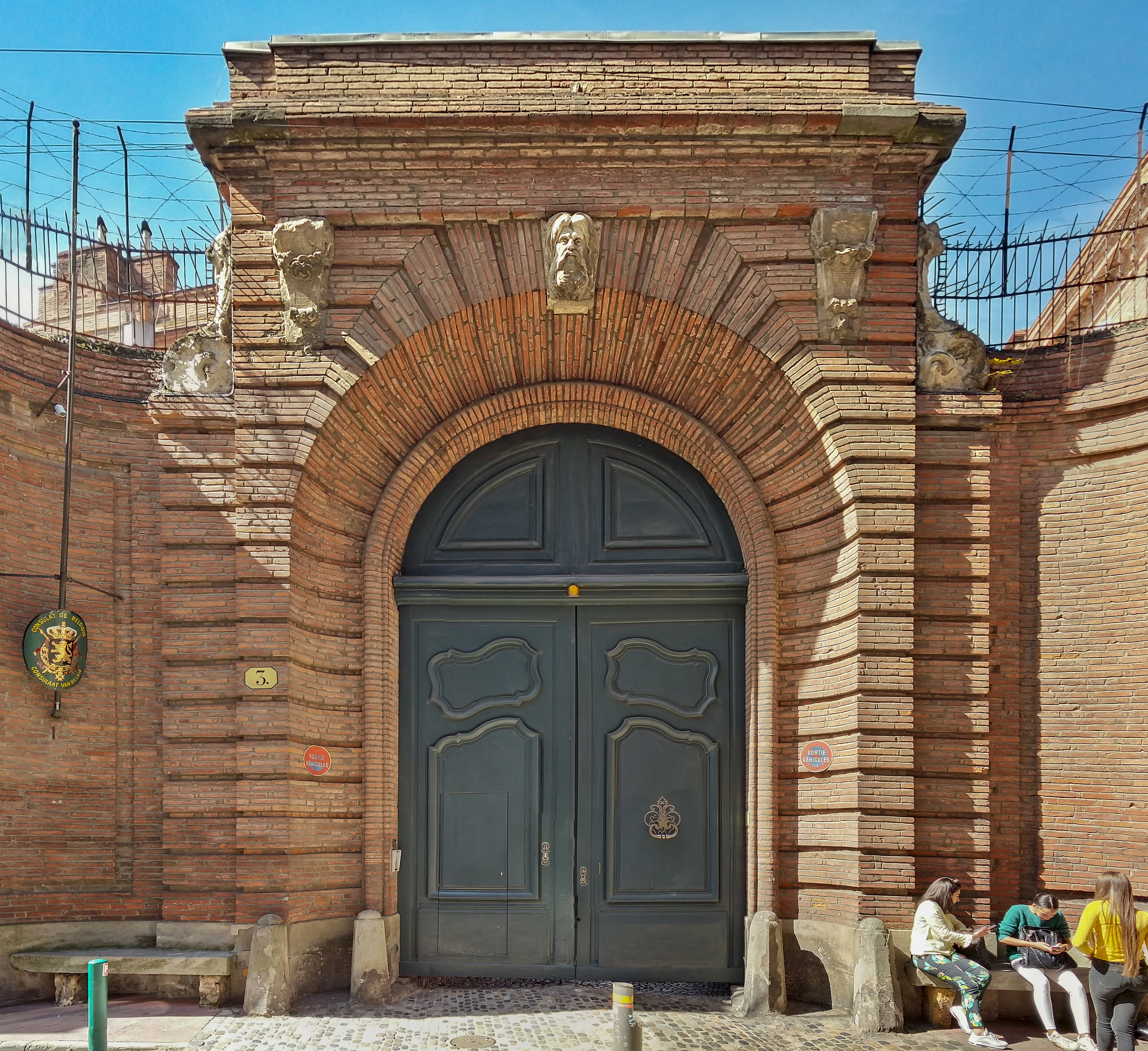
Portail de l'hôtel d'Espie.
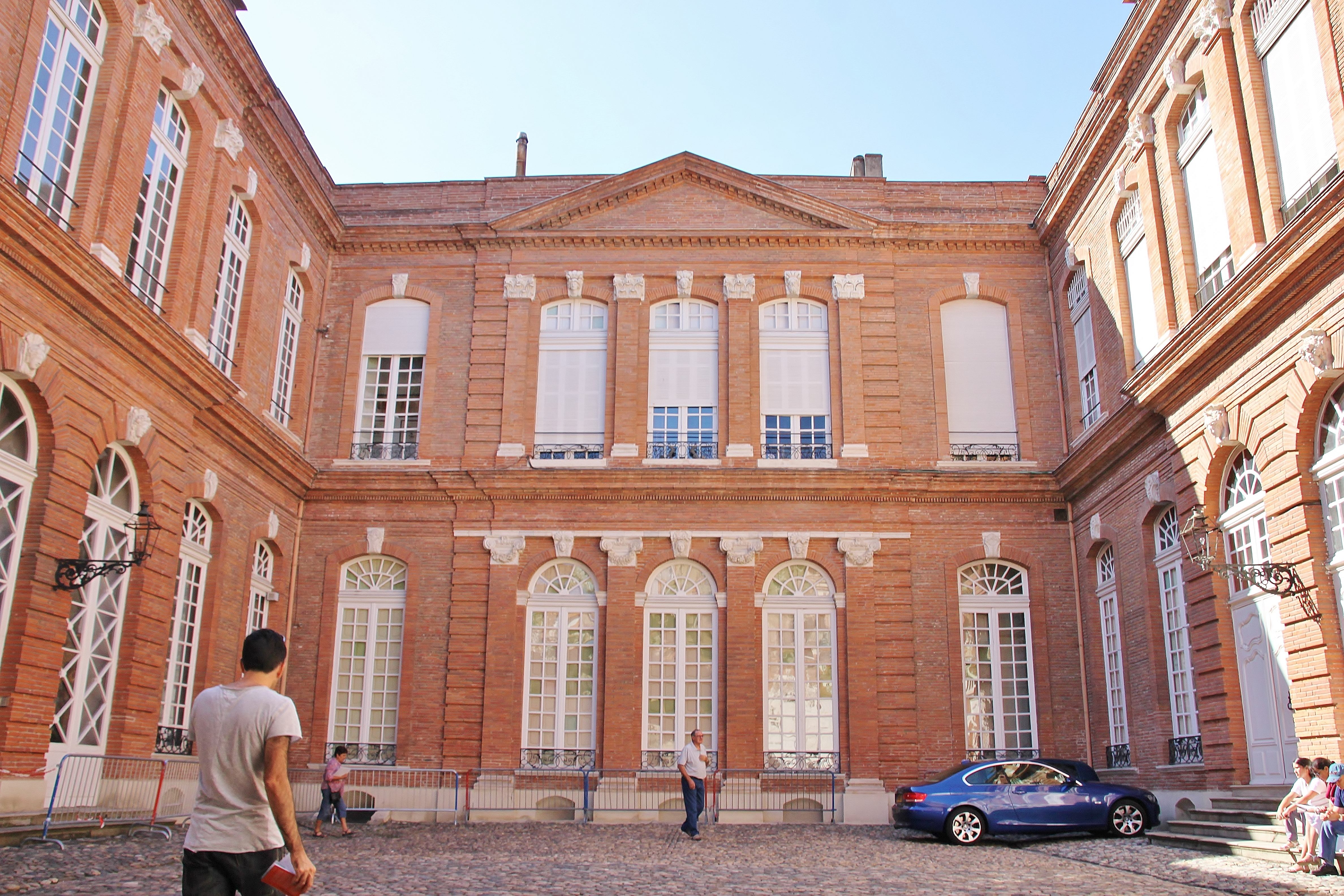
Cour intérieure de l'hôtel d'Espie.

- 1752-1755 : Hôtel de Puivert (no 8 rue Bouquières, Toulouse).  Inscrit MH (1998)[3].

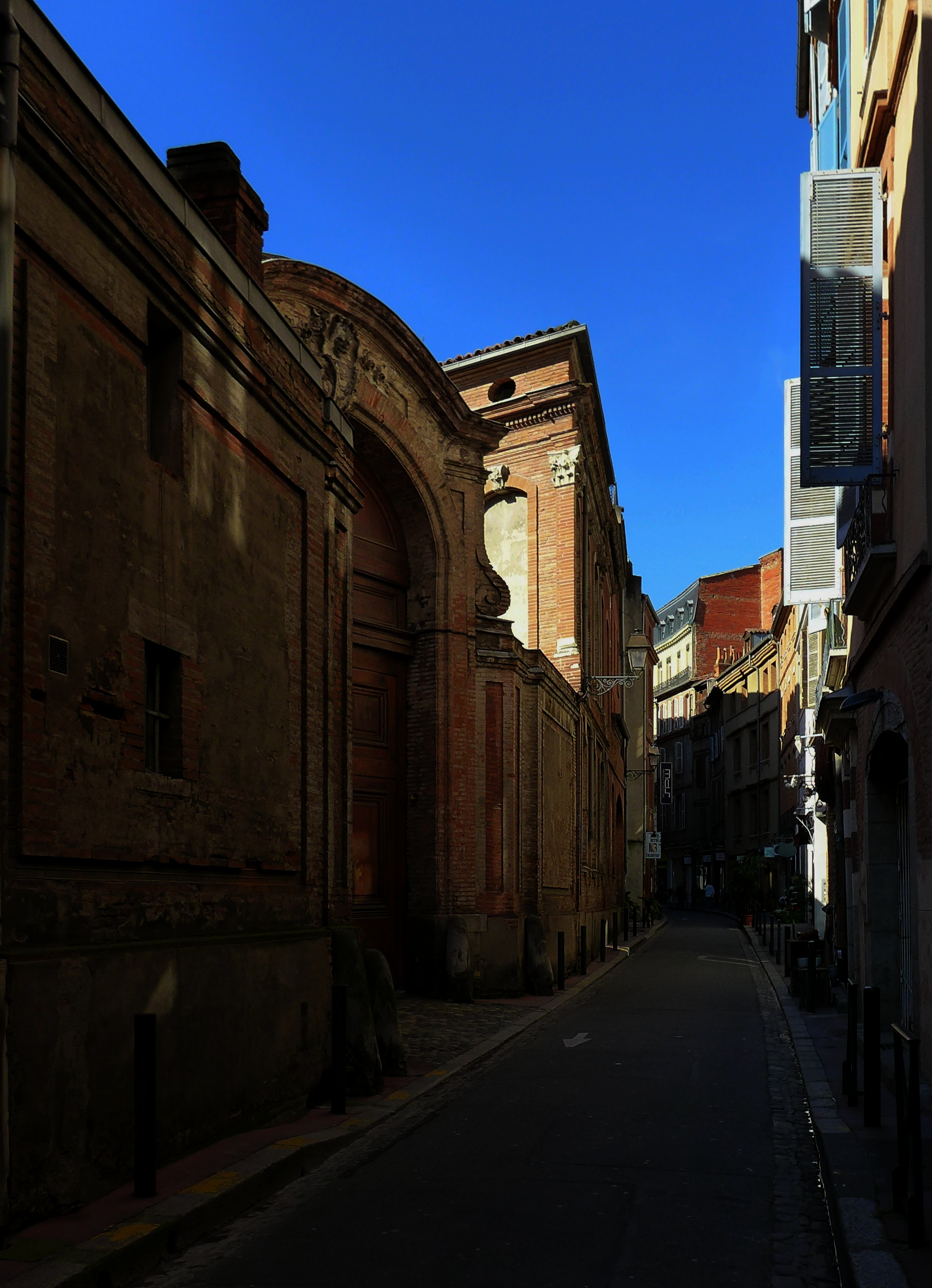
Portail d'entrée de l'hôtel Puivert.

- 1761-1768 : couvent des Bernardines des Salenques (no 7-9 rue des Salenques, Toulouse).

- 1768-1771 : Hôtel de Bonfontan (no 41 rue Croix-Baragnon, Toulouse).  Inscrit MH (1925, façade et ferronneries)[4].

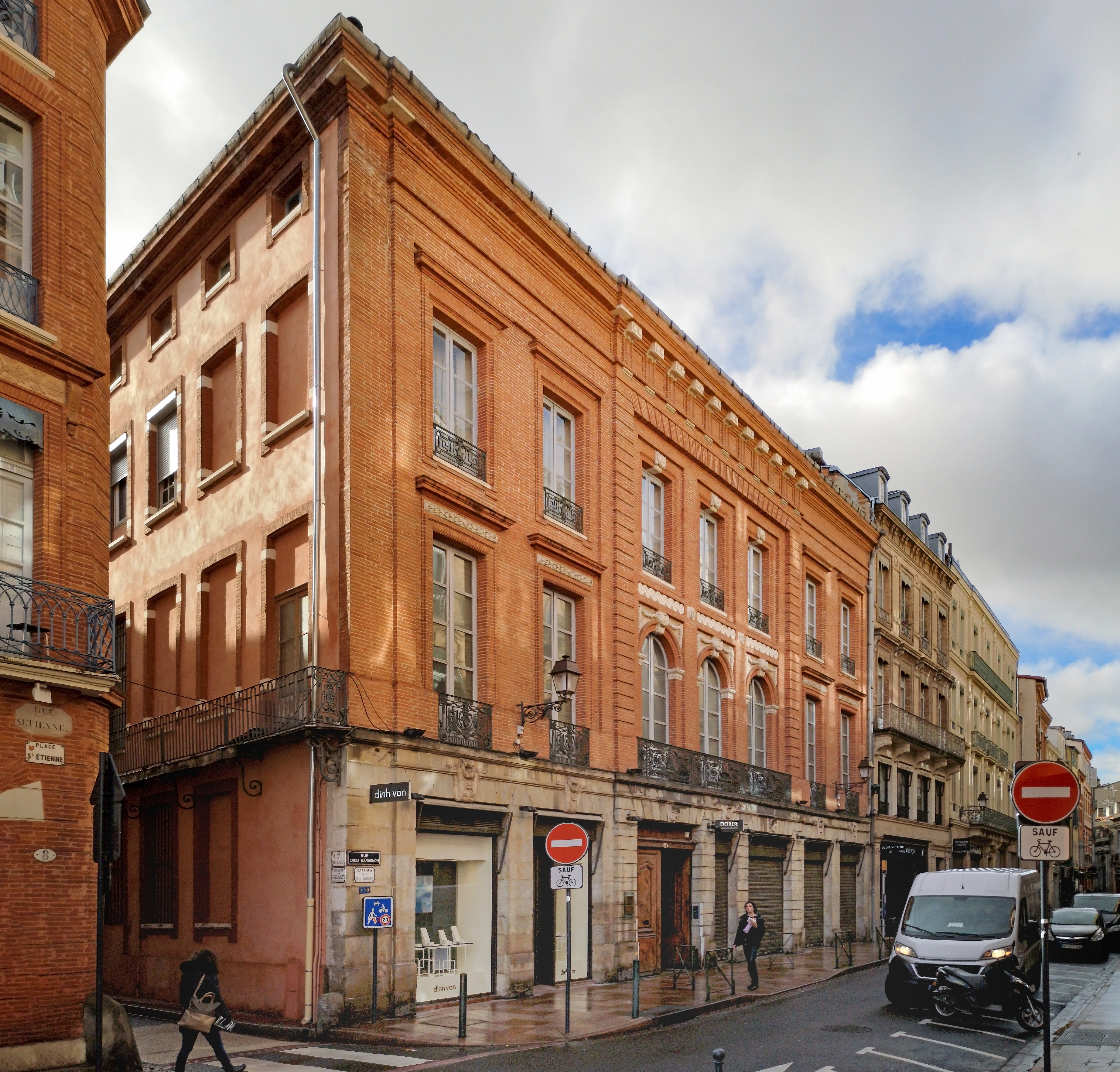
Façade de l'hôtel de Bonfontan.
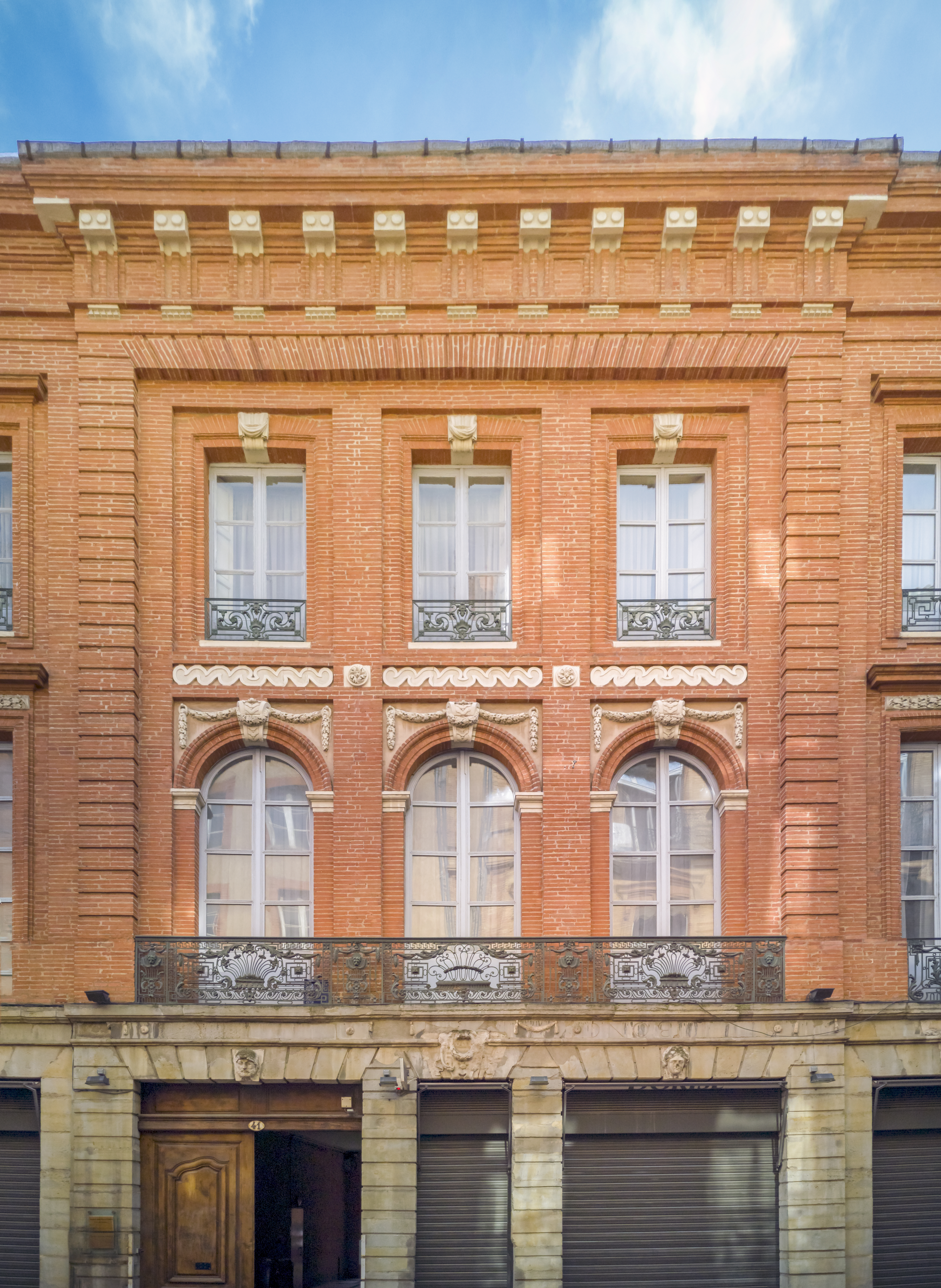
Galerie du 1er étage.
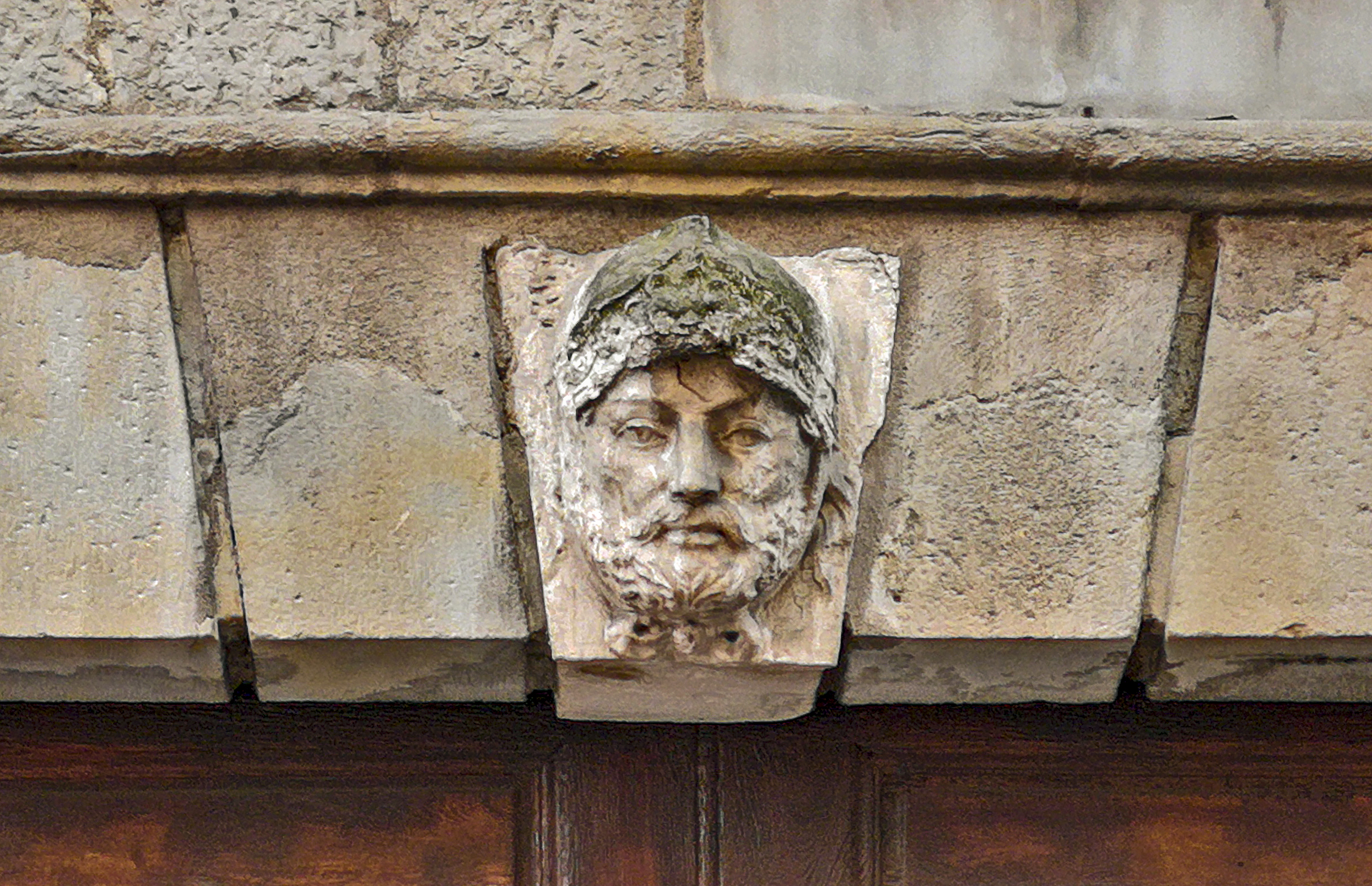
Mascaron du porche

## Hommage
Une rue du quartier Bonhoure-Guilheméry, à Toulouse, la rue Labat-de-Savignac, rend hommage à l'architecte.